# Personaggi di Hitman: Blood Money
Ecco una lista dei personaggi principali del videogioco Hitman: Blood Money.

## ICA (International Contract Agency)

### Agente 47
Agente 47, o semplicemente 47, è il protagonista della serie, un assassino geneticamente modificato creato dal DNA ricombinato di cinque dei più pericolosi criminali del mondo. Il suo nome deriva dalle ultime due cifre del codice a barre stampato sulla sua nuca – (640509-040147). Alto, calvo, pallido, sguardo glaciale, lineamenti duri e squadrati (occhi azzurri incassati, mascella volitiva) è un individuo introverso e sempre calmo, e indossa di solito un completo costituito da un vestito gessato nero con camicia bianca e cravatta rossa, oltre a un paio di guanti in pelle neri per evitare di lasciare impronte digitali. Secondo il suo file ICA in Hitman: Absolution è alto 188 cm; nel romanzo Hitman: Enemy Within si afferma che il suo peso è di 187 libbre (85 kg). Progettato per essere il killer perfetto, 47 è un essere umano potenziato con forza, velocità e intelletto al di sopra della norma umana. è in grado di utilizzare qualunque arma con una precisione estrema, di cambiarsi gli abiti in pochi secondi e di mantenere la calma in ogni situazione. Nella serie di videogiochi Hitman, 47 è doppiato in lingua originale da David Bateson, mentre nell'adattamento cinematografico è interpretato da Timothy Olyphant.

### Diana Burnwood
Diana Penelope Burnwood è uno dei "gestori" dell'ICA (noto anche come l'Agenzia), essendo colei che fornisce e assegna all'Agente 47 i clienti, gli obiettivi, e le informazioni. Ha avuto, fin dal lancio di Hitman, una parte importante di ogni storia e si è dimostrata una risorsa preziosa per l'Agente 47 per la maggior parte della serie. Unico e solo contatto di 47 con l'agenzia ICA, ha lavorato con lui per anni, fornendogli assistenza a ogni singolo incarico e salvandogli la vita nel quarto episodio della serie.
Ha un accento inglese composto e un contegno professionale. Per la stragrande maggioranza delle serie, 47 non vede mai Diana, riconoscendola soltanto per voce. Lei non dovrebbe incontrare 47 di persona, né sviluppare una amicizia personale con lui, ma lo fa comunque (incontrarlo di persona dopo la sua esperienza vicino alla morte e di nuovo poco prima del suo finto funerale per utilizzare il siero della morte apparente per mantenere la sua copertura come infermiera di Alexander Leland Cayne e schivare la morte stessa). Nei primi 3 capitoli della saga non appare mai ma si può soltanto ascoltare la sua voce; in Blood Money invece, compare anche nel gioco rendendo visibile pure il volto nel filmato dopo la missione Requiem.
Sebbene Diana di solito gestisca gli affari di 47 da lontano, in Hitman: Blood Money si rivela un personaggio importante: facendo il doppio gioco, finge la morte di 47, salva l'Agenzia dalla liquidazione e schiva la morta lei stessa un paio di volte. Alla fine, i suoi sforzi vengono ricompensati quando l'Agenzia viene riportata di nuovo in linea, ed è implicito che Diana venga promossa ad una posizione più alta.
Nella trasposizione cinematografica, Diana gioca un ruolo minore. Lei dà inizialmente a 47 delle informazioni sulla sua missione, e lo avverte rapidamente quando viene ricercato dall'Agenzia. Tuttavia, non appare o viene menzionata più nel film, e la sua voce è anche camuffata quando parla ufficialmente con 47 tramite il computer portatile.
Diana nella versione originale è doppiata da Vivienne McKee nei primi tre videogiochi della serie Hitman, ma viene sostituita da Marsha Thomason in Hitman: Absolution, nel quale viene mostrato per la prima volta il suo aspetto. Nata il 12 settembre 1972, era la figlia maggiore di Sir Peter Lloyd Burnwood e Lady Nancy (nata Summers) Burnwood. Alta 175 cm, ha capelli rossi e occhi marroni; di nazionalità britannica, ha però la tripla cittadinanza britannica/statunitense/svizzera.

### Agente Carlton Smith
Carllton Smith è un alleato ricorrente della serie Hitman. È un agente della CIA completamente inetto che viene più volte catturato, torturato e poi liberato da Agente 47. È un patriota, come è facile vedere dai suoi boxer con la bandiera americana e anche dal modo in cui in Hitman: Blood Money ordina l'assassinio di Mark Parchezzi III e Daniel Morris ("per il bene superiore dell'America").

In Hitman: Pagato per uccidere può essere visto in due livelli del videogioco: ne L'Assassinio di Lee Hong, in cui viene torturato nel seminterrato con indosso soltanto i suoi boxer patriottici, e ne La copertura, in cui è drogato e confinato nell'ala dei malati mentali, con indosso la vestaglia da ospedale.
In Hitman 2: Silent Assassin viene di nuovo catturato, spogliato con i soli boxer indosso e torturato nel livello Fuga in Metrò e, dopo essere stato liberato da 47, si traveste con l'uniforme del suo persecutore, il generale Mikhail Bardachenko (appena ucciso da 47). Nella sua apparizione successiva, nel livello Agguato al Tempio, è travestito in modo poco convincenti con gli abiti arancioni della setta di Deewana Ji ed è seduto, da solo e ubriaco, nel suo nascondiglio in un negozio di tappeti. Si lamenta per l'umiliazione subita le 3 volte che 47 l'ha dovuto salvare, e propone a questi di fornirgli della logistica in cambio dell'eliminazione di alcuni assassini indiani.
In Hitman: Blood Money l'agente Smith svolge un ruolo più prominente; nella missione Riabilitato... si trova sotto copertura in una clinica di disintossicazione dall'alcool ma Mark Parchezzi III, travestito da dottore, lo fa confinare nell'ala psichiatrica (sarà ancora una volta 47 a doverlo salvare). Successivamente, alla fine del livello L'angelo infernale, darà l'incarico a 47 di uccidere Mark Parchezzi III ed il vicepresidente degli Stati Uniti Daniel Morris, che stanno organizzando l'assassinio del presidente.
Nella versione di Hitman: Blood Money in lingua italiana è doppiato da Claudio Moneta.
Nella trasposizione cinematografica Hitman - L'assassino viene interpretato da James Faulkner ed è incaricato da 47 ad aiutarlo nella fuga finale dopo essere stato catturato dall'Interpol, accusando l'agente Whittier (dopo averlo fermato con delle auto, dalle quali scendono agenti della CIA) di un complotto terroristico. Dopo la fuga di 47, scusandosi e andandosene, riceve un messaggio dal sicario che affermava: "Adesso siamo pari", riferendosi alla missione in cui 47 lo salva da una clinica psichiatrica.
In Hitman lo si può trovare nel livello Situs inversus, intrappolato in una cella frigorifera dell'obitorio della clinica GAMA, con indosso i suoi boxer con la bandiera americana. Spiegherà all'Agente 47 che la CIA gli aveva assegnato l'incarico di investigare sul traffico illegale di organi del Dr. Katashi "il Curatore" Ito (un'indagine che ad un certo punto l'ha portato a Rio de Janeiro) ed era quasi riuscito nel suo intento prima che Ito lo catturasse e lo recludesse lì. Smith ringrazia 47 per averlo liberato di nuovo e gli fornisce una scheda magnetica con la quale potrà aprire qualsiasi porta della struttura GAMA. Può anche essere selezionato come bersaglio nella modalità contratti.
Secondo il suo file ICA, è nato il 9 marzo 1972, ha capelli marroni, occhi azzurri ed è alto 184 cm.

## I bersagli da eliminare

### Alexander Leland Cayne
Alexander Leland "Jack" Cayne, noto anche come Leland Alexander secondo alcune fonti, è un direttore in pensione dell'FBI e il narratore di Blood Money, nonché il principale antagonista del gioco. In seguito a un incidente di lavoro, che ha causato ustioni sulla parte sinistra del suo volto lasciandolo orribilmente sfregiato, è rimasto paralizzato dalla vita in giù ed è costretto a muoversi su una sedia a rotelle.
Cayne, il rampollo di una ricca famiglia, ha frequentato l'Università del Mississippi per almeno parte della sua educazione. Nel suo tempo al servizio del governo, Cayne è venuto a conoscenza delle attività di 47, così come la verità dietro il progetto di Ort-Meyer. Cayne successivamente ha dedicato le energie sia dell'FBI sia della CIA verso la caccia e la distruzione di 47. Apparentemente, il suo obiettivo era di distruggere il materiale genetico di 47 per evitare che degli stati disonesti avessero acquisito il DNA e poter così produrre i propri super-soldati clonati. Gli eventi di Blood Money sono raccontati da Cayne a Rick Henderson, un giornalista, come parte di un colloquio apparentemente candido.
Come il gioco progredisce e Cayne racconta la sua storia, però, diventa sempre più chiaro che egli è un narratore inaffidabile, in quanto riporta eventi diversi (spesso profondamente) da ciò che accade realmente nelle missioni di 47. In un primo momento, non è chiaro se stia mentendo o se è semplicemente male informato, ma alla fine Cayne si rivela essere il vero leader de "La Coalizione" (The Franchise), rivale dell'Agenzia nel settore dell'assassinio, che è segretamente gestito da una agenzia del governo ombra denominato Alpha Zerox. Le sue vere intenzioni sono di acquisire il DNA di 47 per aiutare il programma in erba de "La Coalizione" di clonazione umana. L'opposizione pubblica di Cayne alla legalizzazione della clonazione umana non si tratta di obiezioni morali o problemi di sicurezza, come inizialmente ipotizzato, ma piuttosto di assicurare che "La Coalizione" abbia il monopolio della tecnologia. La sua intervista con il giornalista è realizzata per manipolare l'opinione pubblica sulla questione.

### Rick Henderson
Rick Henderson è un giovane giornalista che, in cerca di uno scoop per il First Edition, il suo giornale, intervista Cayne nel corso della storia di Hitman: Blood Money a riguardo delle attività di 47 nei due anni precedenti.

### Joseph Clarence
Joseph "Swing King" Clarence è il proprietario del Southland Amusement Park, un parco giochi caduto in rovina e chiuso dopo un incidente che ha causato la morte di 36 persone. Quando 47 lo uccide, Clarence ha già affittato il luna park a una banda di spacciatori capeggiati da Mr. Scoop e tenta di dissuadere sua moglie dal divorziare.

### Fernando Xalvator Delgado
Don Fernando Xalvator Delgado, ex colonnello dei temuti servizi segreti cileni di Augusto Pinochet, è considerato un produttore di vini stimato e di successo, malgrado la sua attività funga da copertura per il traffico di droga. Infatti, la sua occupazione principale è il commercio della cocaina, trattata in un laboratorio di raffinazione all'interno della struttura. Appassionato di violoncello, ha 68 anni, capelli grigi, è alto 177 cm e pesa 68 kg.

### Manuel Delgado
Manuel Delgado è il figlio maggiore di Don Fernando Delgado e, non diversamente dal padre, si occupa di attività legate alla droga. Cerca sempre di essere all'altezza della reputazione e delle aspirazioni del padre, ma ha già infranto la regola numero uno: non devi drogarti. È un ragazzo viziato che passa la maggior parte del proprio tempo a fare sci d'acqua, giocando a tennis o scaricando porno da internet. Le massicce dosi di cocaina quotidiane lo rendono imprevedibile e pericoloso.
Ha 37 anni, capelli neri, è alto 183 cm e pesa 85 kg.

### Alvaro D'Alvade
Alvaro D'Alvade (chiamato Philippe Berceuse in Hitman: Contracts) è un tenore italiano famoso in tutto il mondo. Si sente superiore a tutti i suoi colleghi e ha affermato di essere il migliore Mario Cavaradossi di tutti i tempi. Vive per l'opera e ha la reputazione di non essere mai soddisfatto dei colleghi attori. Alvaro ricerca la perfezione in tutte le cose ma questa sua dedizione ossessiva gli ha procurato dei problemi: di umore variabile, intrattiene relazioni con giovani di ambo i sessi. Negli USA c'è un suo grande ammiratore, l'ambasciatore americano in Vaticano Richard Delahunt, e ultimamente i due sono diventati inseparabili.
La sua carriera ha subito un grosso colpo nel 1997, quando è stato accusato di aver stuprato una ragazza di 13 anni in Bulgaria. Le accuse sono state ritirate dopo che la ragazza ha rifiutato di testimoniare ed è successivamente scomparsa. Anche se D'Alvade era sospettato del suo omicidio, il corpo della tredicenne venne poi trovato e la sua morte venne considerata come suicidio.
D'Alvade viene ucciso insieme a Delahunt da 47 il 17 marzo 2004. Nel momento del suo omicidio da parte di 47, D'Alvade è intento nelle prove della Tosca di Giacomo Puccini all'Opéra Garnier di Parigi. Si dice che lui e Delahunt siano amanti, oltre ad essere entrambi implicati in un giro di prostituzione dall'est europeo.
Ha 45 anni, capelli neri, è alto 180 cm e pesa 66 kg.
Una sua foto è presente nel rifugio anti-tornado nel campo d'addestramento della milizia in Colorado nella missione Paladini della libertà in Hitman, quindi il Cliente Ombra sa che è stato assassinato da 47 nel 2004.

### Richard Delahunt
Richard Delahunt, ambasciatore americano nella Città del Vaticano, è un intimo amico (forse addirittura l'amante) del tenore italiano Alvaro D'Alvade, per il quale nutre un'ossessione sessuale, ed è il suo socio in un giro di prostituzione minorile. Il paranoico Delahunt trascorre tutto il giorno, ogni giorno, nel suo box al Teatro dell'Opera, sorvegliato da guardie del corpo americane ben vestite e armate di mitra, guardando D'Avalde provare. Anche lui viene assassinato da 47 nel 2004.
In Cacciatore e preda (l'ultimo livello di Hitman: Contracts), missione ambientata a Parigi, 47 ha già ucciso Richard Delahunt e il tenore portoghese Philippe Berceuse - che in Blood Money è italiano e rinominato Alvaro D'Alvade - e deve uccidere ancora l'amibizioso e corrotto ispettore della polizia metropolitana di Parigi Albert Fournier, amico personale di Richard Delahunt e Alvaro D'Alvade e istruito da La Coalizione su 47, tanto da mandare una squadra di 51 uomini del GIGN per eliminarlo. Gli eventi di questo livello si svolgono subito dopo la missione Giù il sipario! di Blood Money, nella quale 47 assassina Delahunt e D'Alvade. Entrambi gli uomini appaiono significativamente diversi dalla loro ultima apparizione nella loro immagine di identificazione in Contracts.
In Contracts, le informazioni sugli obiettivi rivelano che Delahunt una volta era il governatore del Massachusetts ed era destinato a correre per la Presidenza. I suoi alleati politici scoprirono però il suo giro di prostituzione minorile, e per tenerlo nascosto è stato retrocesso alla sua attuale posizione di ambasciatore. È anche implicito che gli stessi politici hanno commissionato l'omicidio di Delahunt.
Ha 57 anni, capelli castani, è alto 186 cm e pesa 70 kg.

### Carmine DeSalvo
Carmine DeSalvo è un mafioso italoamericano e noto commerciante di armi illegali dell'America Centrale. Viene costantemente sorvegliato da differenti servizi segreti locali come principale sospettato nelle investigazioni in corso; in qualche modo gli è stato impedito di contattare altri potenziali clienti. Per questo motivo è diventato leggermente nervoso e ha sviluppato una dipendenza da droghe e alcol, che lo ha portato al ricovero in un lontano centro di riabilitazione per seguire una terapia.
È uno dei tre gangster presso la clinica che può essere assegnato come bersaglio di 47 nella missione "Riabilitato" (la designazione è data a caso). Tuttavia, anche se non è l'obiettivo principale, si scopre ben presto che c'è un contratto separato sulla sua vita per una somma minore di denaro, che 47 può scegliere di accettare o meno.
Ha 45 anni, capelli neri, è alto 189 cm e pesa 63 kg.
Nella versione originale del gioco, parla con um marcato accento newyorkese.

### Lorenzo Lombardo
Lorenzo Lombardo è un gangster italoamericano di Las Vegas noto nel giro come "il cervello sfornasoldi". È diventato un grande stratega e uno scommettitore multimilionario. È stato accusato, ma mai condannato, per dirottamento aereo, disordine, contrabbando, schiavitù, traffico di droga, stupro, rapina, gioco d'azzardo, eventi sportivi truccati, racket, estorsione e numerosi omicidi. Lombardo sa di avere poco tempo: presto qualche prova forense lo collegherà al crimine e perciò ha pianificato la sua fuga dagli Stati Uniti, ma priva deve sottoporsi ad alcuni test preliminari in una clinica di riabilitazione nella California del nord.
È uno dei tre gangster presso la clinica che può essere assegnato come bersaglio di 47 nella missione "Riabilitato" (la designazione è data a caso). Tuttavia, anche se non è l'obiettivo principale, si scopre ben presto che c'è un contratto separato sulla sua vita per una somma minore di denaro, che 47 può scegliere di accettare o meno. Lombardo ama cucinare nella sua stanza: 47 può entrare di nascosto nella sua stanza e sabotare il gas che usa per il suo fornello, causando un'esplosione che ucciderà Lombardo istantaneamente, e non causerà sospetti in quanto "incidente".
Ha 64 anni, capelli grigi, è alto 183 cm e pesa 68 kg.

### Rudy Menzana
Rudy Menzana è un vecchio trafficante di schiavi messicano al confine tra Messico e USA. È noto nei due territori per i suoi traffici di droga, armi e di manodopera da un dollaro l'ora. Ma a causa della diminuzione della stima da parte dei suoi amici e di una bella taglia sulla testa, ha i giorni contati e lo sa. Sottoporsi alle cure presso una clinica di riabilitazione per alcolizzati nella California del nord rappresenta l'ultima speranza per nascondersi dal crescente numero di cacciatori di taglie. Ironia della sorte, qui Rudy è diventato alcolista per fuggire agli orrori nella sua mente.
È uno dei tre gangster presso la clinica che può essere assegnato come bersaglio di 47 nella missione "Riabilitato" (la designazione è data a caso). Tuttavia, anche se non è l'obiettivo principale, si scopre ben presto che c'è un contratto separato sulla sua vita per una somma minore di denaro, che 47 può scegliere di accettare o meno.
Ha 60 anni, capelli neri, è alto 186 cm e pesa 72 kg.

### Vinnie "Slugger" Sinistra
Vinnie "Pugno d'Acciaio" Sinistra è un ex signore del crimine cubano che ha ammesso di essere stato coinvolto in molti famosi omicidi avvenuti negli Stati Uniti. Ha accettato un accordo che, ironicamente, l'ha portato nel programma di protezione testimoni dei federali in quanto in possesso o a conoscenza dell'ubicazione dei file di Ort-Meyer. Vinnie, un tempo un criminale che si credeva intoccabile, è adesso consumato dalla paranoia e dalla sensazione di essere una bestia in gabbia.
Ha 43 anni, capelli neri, è alto 186 cm e pesa 100 kg.
Nella versione del gioco in lingua italiana è doppiato da Marco Balzarotti.

### Mark Purayah II
Mark Purayah II o Mark II è un pericoloso clone albino ipersensibile, adattabile, determinato, concentrato e meglio dotato fisicamente e mentalmente di qualsiasi normale essere umano. Se qualcuno o qualcosa dovesse interferire nei suoi piani, ricorrerà alla forza bruta senza pensare alle conseguenze. Non curante della sofferenza umana, ma non privo di sentimenti, anche se nulla può impedirgli di mettere a segno un colpo perfetto.
È il vicecapo dei "Crows" ("Corvi"), un gruppo di assassini per "La Coalizione". Viene ingaggiato per l'omicidio del ministro degli interni americano Jimmy Cilley durante il Carnevale di New Orleans (Mardi Gras).
La sua età è sconosciuta, ha capelli bianchi, è alto 183 cm e pesa 78 kg.

### Raymond Kulinsky
Raymond Kulinsky è stato un atleta di biathlon di fama mondiale. Divenuto un sicario nel 1996, è un membro dei Crows ed è strettamente legato ad Angelina Mason. I due hanno un legame sentimentale e sono mentalmente instabili. I loro colpi vengono coordinati da un leader posizionato in modo da avere una perfetta visuale della zona in cui avverrà il colpo. Comunica via radio le informazioni sui movimenti del bersaglio. I due si aggiornano in continuazione nel corso della missione, facendo spesso allusioni sessuali. Non hanno mai fallito un incarico. L'unico modo per impedire loro di fare il proprio lavoro è quello di eliminarli. Se uno dei due dovesse venire ucciso, l'altro si trasformerà in una macchina di morte.
Ha 43 anni, capelli neri, è alto 183 cm e pesa 93 kg.

### Angelina Mason
Angelina Mason è cresciuta in un circo itinerante come una virtuosa del trapezio; inoltre, Angelina è stata addestrata come tiratrice scelta e lanciatrice di coltelli. Sua madre è rimasta uccisa in un incidente misterioso e nel corso degli anni è scivolata in un giro di droga e prostituzione. Dicono che abbia ucciso un suo cliente che cercava di violentarla, inchiodandolo con una balestra al muro della camera d'albergo dove si trovavano; pare che così abbia capito che le abilità apprese in anni di circo potevano tornarle utili in un modo più proficuo. Ha incontrato Raymond Kulinsky e insieme hanno sviluppato una strategia per gli omicidi più complessi chiamata "liscio come l'olio". I due sono amanti e mentalmente instabili, per cui è necessario ucciderli in modo più silenzioso possibile.
Ha 27 anni, capelli neri, è alta 152 cm e pesa 54 kg.

### Lorne de Havilland
Lorne de Havilland è un ricchissimo magnate della pornografia, essendo l'editore della popolare rivista pornografica Popqorn e il titolare di una catena di locali di strip. Lorne passa la maggior parte del suo tempo nella camera da letto con il soffitto a specchi; qui supervisiona i nastri registrati furtivamente dal retro delle cabine dei suoi locali di spogliarello. La maggior parte delle sue entrate è rappresentata da ricatti ai politici, sacerdoti e stelle del cinema. Ogni tanto organizza una grande festa durante la quale si mescola alla folla prima di ritirarsi nel suo antro alla ricerca di personaggi famosi colti sul fatto.
La sua figura, dalla sua vecchiaia alla vestaglia di seta, è indubbiamente ispirata a quella di Hugh Hefner, il magnate porno fondatore del magazine Playboy. Inoltre si dice nel gioco che de Havilland è un cristiano rinato, un riferimento a Larry Flynt.
È assassinato da 47 durante la sua festa annuale di Natale nella sua villa nelle Montagne Rocciose, dopo che egli tenta di ricattare un senatore degli Stati Uniti con il video compromettente di suo figlio mentre commette un omicidio.
Ha 71 anni, capelli grigi, è alto 177 cm e pesa 75 kg.
In italiano è doppiato da Marco Balzarotti.

### Chad Bigham Jr.
Chad Bigham Jr. è il figlio minore del senatore Chad Bigham. Suo padre sperava che Chad Jr. avrebbe seguito le sue orme ma, dopo le superiori, ha iniziato a frequentare pub e locali di spogliarello. Chad Jr. si è conquistato la fama di picchiare a sangue le spogliarelliste, fino a cambiare loro i connotati. Durante una delle sue classiche serate, Chad è finito con una spogliarellista sul retro di un locale di Lorne de Havilland, in un pericoloso gioco di dominazione e bondage. La ragazza è morta soffocata e tutti i dettagli, anche i più sordidi, sono stati ripresi dall'occhio delle telecamere di de Havilland.
Oltre ad uccidere de Havilland e recuperare il nastro, a 47 viene assegnato il compito di uccidere anche Chad, per impedirgli di causare altri guai a suo padre.
Ha 27 anni, capelli neri, è alto 184 cm e pesa 86 kg.

### Skip Muldoon
Skip Muldoon gestisce un'attrazione turistica sul Mississippi, la vecchia nave a vapore Emily, che funge da ottima copertura per il traffico di droga. È l'orgoglioso capitano di questa nave a vapore, che tiene sempre perfettamente in ordine e sfavillante. Lavora con la banda di spacciatori nota come The Gators. Ha avuto relazioni con tutte le cameriere della zona VIP, che fanno a turno per essere la sua "donna". È un bisessuale e mantiene uno stuolo di steward maschi giovani e in forma per servirlo. Sei dei suoi luogotenenti vivono a bordo della Emily con lui, tutti presumibilmente eterosessuali e almeno uno di questi divide la sua camera con la sua ragazza.
Muldoon è originario di una piccola città del Tennessee di 10 000 abitanti e con solo 12 cognomi. È goloso di dolci e ha una passione particolare per le torte con tanta panna montata sopra.
È un appassionato di caccia e ha ricevuto un fucile FN-2000 high-tech da suo fratello, un compagno del contrabbandiere di droga John LeBlanc.
La cassaforte nella sua cabina contiene delle foto che rivelano rapporti sessuali incestuosi con la nipote e futura nuora Margaux LeBlanc.
 47 è ingaggiato per uccidere lui e l'intera gang dei Gators a bordo della Emily e recuperare le foto compromettenti.
Ha 60 anni, capelli neri, è alto 189 cm e pesa 156 kg.

### The Gators
La banda dei Gator è un'organizzazione a delinquere finalizzata allo spaccio che usa come copertura una nave, il vascello Emily. Capeggiata da Skip Muldoon, è composta da Everett Jefferson, Junior O'Daniel, William S.Corfitz, Adam Hendrikson, Joe Netberg ed Elijah Krup.

### Hank Leitch "Buddy" Muldoon
Hank Leitch "Buddy" Muldoon è lo stupido figlio di Skip Muldoon un signore della droga morto recentemente (per mano di 47). Si dice che abbia ripreso le attività di suo padre. Adora la sua futura moglie, sua cugina Margeaux LeBlanc, e non vede l'ora, con la stessa gioia infantile, di mangiare la torta nuziale e di andare a letto con qualcuno al di fuori della sua famiglia (evidentemente, considera sua cugina una persona al di fuori della famiglia). Viene ucciso durante le celebrazioni del matrimonio insieme al futuro suocero John LeBlanc; è implicito che sia stata la trentaduenne Margeaux a ordinare la morte del padre e dei Muldoon.
"Buddy" Muldoon ha 37 anni, capelli neri, è alto 155 cm e pesa 73 kg.

### John "Pappy" LeBlanc
John "Pappy" LeBlanc è il padre di Margeaux LeBlanc e lo zio e suocero di "Buddy" Muldoon. Con una vita criminale alle spalle, è paranoico e parla spesso da solo. Prima del suo assassinio per mano di 47, era uno degli uomini più ricchi del Mississippi avendo un patrimonio netto dichiarato superiore ai $ 400 milioni. Viveva in una villa fortificata su un'isola del fiume. Era amico di Henrick Slackjaw, che fu poi intervistato dopo la sua morte e disse che egli parlava di complotti, UFO, progetti internazionali per la creazione di super-soldati e programmi segreti di clonazione. "Pappy" ritiene il suo genero incapace di ereditare l'impero criminale dei Muldoon, quindi non vede l'ora che la sua unica figlia Margeaux LeBlanc ne prenda il controllo.
Ha 64 anni, capelli grigi, è alto 185 cm e pesa 157 kg.

### Muhammad Bin Faisal Al-Khailfa
Il miliardario sceicco saudita Muhammad Bin Faisal Al-Khailfa è l'amministratore delegato della APEX (Arabian Pharmaceutical Exports) International, una multinazionale farmaceutica che effettua ricerche illegali sul DNA. Egli è sospettato di essersi ultimamente occupato di arme biologiche, e forse anche della tecnologia della clonazione. Soggiorna presso l'hotel casinò Shamal (una parodia del The Mirage) su Las Vegas Strip, dove deve intermediare un affare per alcuni campioni illeciti di DNA. 47 è assunto per interrompere l'accordo con l'uccisione dello sceicco e di tutti gli altri partecipanti. Nel giornale dopo l'assassinio,è menzionato che il sceicco è già stato molte volte a Las Vegas, perdendo addirittura 4 milioni di dollari in 45 minuti
Ha 54 anni, capelli neri, è alto 155 cm e pesa 148 kg.
Con ben 26 lettere, è il personaggio con il nome più lungo in tutta la serie di videogiochi Hitman, battuto solo da Ali bin Ahmed bin Saleh Al-Fulani (anch'egli di origine araba) nel romanzo Hitman: Enemy Within. Nella versione in lingua italiana del videogioco è doppiato da Riccardo Rovatti.

### Tariq Abdul Lateef
Tariq Abdul Lateef è un brillante scienziato e il vero cervello dietro la APEX. È stato chiamato dallo sceicco per verificare l'autenticità del materiale genetico consegnato da Schmutz, e anche per il trasporto del pagamento di Schmutz alla riunione. Anche lui viene eliminato da 47.
 Ha 47 anni, capelli neri, è alto 183 cm e pesa 73 kg.

### Hendrik Schmutz
Hendrik Schmutz è un razzista sudafricano sostenitore dell'apartheid. È in visita a Las Vegas per vendere allo sceicco Al-Khalifa il DNA necessario per le sue ricerche illegali; in cambio gli è stata promessa una valigia piena di diamanti insanguinati per un valore di diversi milioni. Viene assassinato da 47 insieme allo sceicco. Agente 47 può assumerne l'identità per recarsi dallo sceicco con la valigia, che non sospetterà nulla.
Ha 39 anni, capelli biondi, è alto 183 cm e pesa 93 kg.
«Schmutz» in lingua tedesca significa "sporco", "sporcizia".

### Anthony Martinez
Anthony Martinez è un agente corrotto della CIA che ha anche delle attività criminali: è infatti profondamente coinvolto nel traffico di armi ed è venuto a Las Vegas per completare la vendita di alcune armi ad alta tecnologia per la sua socia in affari e amante Vaana Ketlyn. 47 è ingaggiato per assassinare sia Martinez sia Ketlyn (ai quali si aggiungeranno gli assassini inviati per uccidere 47) . Indossa giacca e pantaloni gialli,  oltre ad una maschera da diavolo gialla.
Ha 43 anni, capelli neri, è alto 155 cm e pesa 81 kg.
Nel livello Unico nel suo genere di Hitman: Absolution  il nome di Martinez viene cambiato in John Hardwick in un articolo di giornale.

### Vaana Ketlyn
Vaana Ketlyn è un ex-artista rumena del circo che ora si è messa a trafficare armi con Anthony Martinez, con il quale ha instaurato una relazione amorosa, viene assassinata da 47 in una festa in maschera "Infernale" . Ha 35 anni, capelli rossi, è alta 174 cm e pesa 55 kg.

### Maynard John
Maynard John è un assassino professionale ed efficiente ingaggiato dalla Coalizione per uccidere 47. Possiede una vena teatrale e questo rende talvolta il suo lavoro più complicato di quello che devrebbe essere: quando vede 47, infatti, gli rivela della sua presenza e lo sfida ad un duello con armi da fuoco nel magazzino insonorizzata. È fiero di non essere un clone e proprio per questo pensa di essere un assassino migliore di 47, ma nutre comunque rispetto per l'abilità di questi e considera il suo "avversario mutante" o come "il migliore" o "secondo migliore" assassino del mondo. Nel duello che avrebbe dovuto dimostrare come gli umani siano superiori ai cloni, verrà invece sconfitto senza grossi problemi da 47. È nato nel 1964, ha 41 anni, capelli bianchi, è alto 156 cm e pesa 90 kg.

### Eve
Eve è una giovane e affascinante assassina che ama paragonarsi a un ragno che attira le sue prede in una trappola per poi ucciderle. Viene ingaggiata da La Coalizione per uccidere 47 e inviata insieme a Maynard John allo Shark Club di Las Vegas  per eseguire l'incarico.  Nonostante 47 non sia a conoscenza all'inizio della missione della sua vera identità, gli indizi nello scenario lo portano a scoprire lei come una degli assassini. Si spaccia per una cantante ad una festa mascherata dopo che, come riferisce il barista del Club Paradiso, un "incidente"  ha provocato la morte della cantante precedenti (il che implica che Eve l'abbia uccisa); tuttavia, viene criticata per il suo modo di cantare ed infatti è stonata (canta la canzone "Tomorrow never dies" degli Swan Lee). Tenta di attirare 47 in una stanza dove ha intenzione di ucciderlo con uno stiletto, ma finisce uccisa ella stessa da 47.
Ha 26 anni, capelli neri, è alta 177 cm e pesa 52 kg.
Eve appare su un calendario in Hitman: Absolution nel seminterrato della sartoria di Tommy Clemenza nella missione Unico nel suo genere. Lo stesso calendario può essere visto al Vixen Club durante Cacciatore e preda e nella stanza antipanico durante Blackwater Park.

### Mark Parchezzi III
Mark Parchezzi III o Mark III è un clone albino e un letale assassino, abile sia nei travestimenti sia nell'infiltrazione. È una versione migliore e più moderna di Mark Purayah II, e quindi è a capo dei Corvi. È l'antagonista secondario del gioco, e il suo obiettivo è prelevare un campione di sangue di 47 allo scopo di arrestare l'invecchiamento precoce che lo porterebbe alla morte a due anni dalla creazione, in quanto 47 è l'unico clone modificato perfetto. È stato inserito nella lista dei 10 criminali più ricercati dall'FBI prima che venisse rivelato al mondo che ci sono stati più assassini albini. Viene visto per la prima volta in una scena all'inizio del gioco, mentre sta leggendo un articolo su un giornale sull'ultimo successo di 47. Quando 47 salva l'Agente Smith da una clinica di riabilitazione, si può sentir dire da diversi dipendenti presso l'impianto che un albino che dichiarava di essere un medico era presente presso la clinica e aveva interrogato Smith poco prima dell'arrivo di 47. Parchezzi ha una personalità oscura e sadica, e teme la propria mortalità (un timore che sembra giustificato, visto che Cayne asserisce che il suo tipo di clone muore generalmente dopo 18 mesi). È il responsabile dell'eliminazione sistematica di molti degli appartenenti all'ICA, nonché della morte del vicepresidente Spaulding Burke, che ha permesso alla Coalizione di collocare Daniel Morris al suo posto. Nel penultimo livello del gioco, Parchezzi viene assoldato dal vicepresidente degli USA Daniel Morris e inviato alla Casa Bianca per assassinare il presidente Steward e poter così installare Morris al suo posto. Tuttavia, questo piano viene sventato da 47, che viene assunto dall'Agente Smith per eliminare sia Parchezzi sia Morris. Nei resoconti dei media dopo gli eventi del livello, è erroneamente riportato che Parchezzi era l'assassino di Morris e che è stato successivamente ucciso dai servizi segreti durante il tentativo di fuga.
La sua arma preferita è una Custom 1911 (versione modificata della Colt M1911A1), una pistola simile alle Silverballer e molto precisa, ma priva di silenziatori, al contrario di quella di 47.
Gli abiti indossati da Parchezzi sembrano essere volutamente speculari all'aspetto di 47: mentre quest'ultimo indossa infatti un abito con pantaloni neri e una camicia bianca, Parchezzi indossa giacca e pantaloni bianchi, camicia e cravatta di seta nere, scarpe in pelle bianca con suole nere nonché occhiali da sole rotondi rossi (ma nel livello "Emendamento XLVII" indossa una divisa da inserviente che ha utilizzato per intrufolarsi all'interno della Casa Bianca).
Inoltre, la sua arma di scelta, la pistola Custom 1911, viene usata in modo assai diverso rispetto alle Silverballer dell'Agent 47: mentre questi preferisce silenziare le proprie Silverballer, Parchezzi utilizza la propria Custom 1911 singola non silenziata e caricata con munizioni magnum
La sua età è sconosciuta, ha capelli bianchi, è alto 183 cm e pesa 78 kg; tuttavia, la sua scheda ICA in Hitman: Absolution afferma che la sua altezza è di 187 cm.
Nella versione originale del videogioco è doppiato da Daniel Riordan;  in quella italiana, da Claudio Moneta.

### Daniel Morris
Daniel Morris è stato nominato vicepresidente ad interim degli USA dopo la misteriosa morte in un incidente stradale del suo predecessore Spaulding Burke, quasi sicuramente ucciso da Mark Parchezzi III. Non contento di ciò, Morris ha chiesto a Mark Parchezzi III di uccidere anche il presidente stesso, per prenderne posto. Ha 56 anni, capelli neri, è alto 183 cm e pesa 82 kg.

## Altri personaggi

### Rex Stanton
Rex Stanton è un attore televisivo dei film di serie B degli anni Ottanta, il cui nome viene dato all'ultimo vino di Manuel Delgado. Partecipa alla presentazione, mentre il suo agente (un uomo vecchio e grasso che indossa una camicia azzurra e pantaloni beige avaiani) fa un affare di droga con Manuel. Rex Stanton è un uomo bianco con i capelli biondi e vestito con un abito nero e con una camicia rossa, e può essere ucciso, anche se è un civile e la sua morte non giova al giocatore in alcun modo.

### Max Feister
Corky il Clown (vero nome Max Feister) è un pagliaccio alcolizzato che appare nella missione Una nuova vita di Hitman: Blood Money. È stato assunto da Vinnie "Slugger" Sinistra per la festa di compleanno del suo figlio più piccolo, mentre lui è sotto il programma protezione testimoni.
Corky si cimenta regolarmente in piccoli trucchetti davanti agli astanti (agenti dell'FBI compresi) e prova anche ad imitari personaggi storici famosi, come Margaret Thatcher e Fidel Castro; ogni tanto si prende delle pause durante le quali si ritira verso il suo furgoncino per una bevuta. Agente 47 viene mandato a uccidere Vinnie, e ha l'opportunità di uccidere o sedare Corky per poterne rubare il travestimento ed infiltrarsi così nel giardino e nel piano terra della casa di Vinnie. Ha sul viso il trucco da pagliaccio e indossa una camicia arancione chiara, con guanti bianchi, pantaloni scuri, bretelle bianche e calzini arcobaleno.

### Jimmy Cilley
Jimmy Cilley è il Ministro degli Interni americano dell'amministrazione Stewart.
Viene da Dallas, nel Texas: suo padre gestiva una stazione di servizio e una drogheria; il primo lavoro di Jimmy consisteva nel pulire e dividere le uova. Dopo essersi laureato alla Harvard Business School, ha cominciato a lavorare nel campo del petrolio, imparando presto che l'unico modo per andare avanti era la politica. Divenuto membro del Congresso della Louisiana nel 1972 (per 16 anni) e senatore nel 1988 (per 12 anni), è entrato nell'amministrazione Stewart nel 2001.
È l'avvocato dei diritti civili, un affabulatore squisito, favorevole ai vantaggi delle biotecnologie come cibi modificati geneticamente e clonazione. Sta facendo di tutto per apparire pulito alla stampa di New Orleans, il suo nuovo collegio elettorale.
Dopo la morte di Spaulding Burke, Stewart vuole nominarlo vicepresidente prima di essere costretto a cedere la posizione a Daniel Morris.
Agente 47 lo deve proteggere nella missione "A caccia di corvi".

### Margeaux LeBlanc
Figlia di John LeBlanc, contrariamente alla sua apparenza esteriore non è meno spietata e astuta del padre. Ha accettato di sposare Hank "Buddy" Muldoon, che non ama (se 47 li sposa travestito da prete, non si lascia nemmeno baciare da suo marito), solo per gestirne al più presto l'impero criminale. Ha avuto uns tresca con lo zio del futuro marito, Skip Muldoon. È implicito sia stata lei a ordinare la morte del padre e di entrambi i Muldoon (dice "Finalmente!" appena vede il compagno morto, ma allerterà comunque le guardie, per qualche motivo), tutti morti agli inizi del 2005, per ereditarne l'impero criminale.
Immediatamente dopo aver commissionato l'uccisione dello zio nonché amante, del futuro marito ed del cognato, un giornale del Mississippi riporta in un trafiletto che Margeaux sta vendendo tutte le proprietà e i beni appena ereditati per lasciare lo stato col denaro contante. Circa cinque mesi dopo, riapparirà su una testata di Las Vegas (quella riportante gli omicidi della missione "I dadi sono tratti") come una misteriosa e seducente giocatrice d'azzardo, con lo pseudonimo di Susan Smith. La si può riconoscere dal taglio e dal colore dei capelli.
Ha 32 anni, capelli rossi, è alta 167 cm e pesa 48 kg.

### Tom Steward
Tom Steward è il Presidente degli Stati Uniti in carica e non compare mai nel gioco. La sua campagna per la rielezione avviene durante gli eventi del gioco. Nulla è rivelato circa la personalità Steward, salvo che è un repubblicano e sostiene la legalizzazione della clonazione umana. È anche inconsapevole che sua moglie, la first lady, ha una relazione con un membro dei servizi segreti. A causa del suo sostegno per la clonazione, "Alpha Zerox", che desidera avere il monopolio della clonazione, tenta di rimuoverlo dal suo incarico: prima uccidono il suo Vice Presidente, Spaulding Burke, assassinato in un incidente stradale messo in scena, poi costringono Steward stesso a nominare il loro candidato, Daniel Morris, come suo sostituto.

### Frank Morgan
Frank Morgan è lo sfidante per la carica di presidente degli Stati Uniti e non compare mai nel videogioco (ma la sua immagine è mostrata una volta in un giornale); nulla si sa di Morgan, se non che è un democratico e un ardente avversario della clonazione umana. Anche se i sondaggi lo danno favorito su Steward, entro la fine del gioco si ritroverà indietro di 20 punti percentuali.